# Tharra terminalis
Tharra terminalis är en insektsart som beskrevs av Walker 1870. Tharra terminalis ingår i släktet Tharra och familjen dvärgstritar. Inga underarter finns listade i Catalogue of Life.